# Bradley de Nooijer
Bradley de Nooijer (ur. 7 listopada 1997 w Oost-Souburg) – holenderski piłkarz grający na pozycji lewego obrońcy. Jego klub to CSKA Sofia.

## Kariera reprezentacyjna
De Nooijer zaliczył jeden występ w reprezentacji Holandii U-17. Był to mecz z Niemcami, przegrany 1:4. Holender rozegrał w nim 54 minuty.

## Sukcesy
Sukcesy w karierze klubowej:
- Puchar Rumunii w piłce nożnej – 1x, z Viitorulem Konstanca, sezon 2018/2019
- Superpuchar Rumunii w piłce nożnej – 1x, z Viitorulem Konstanca, sezon 2019/2020

## Życie rodzinne
Brat Bradleya – Yanilio de Nooijer (Sparta Rotterdam U-18) – też jest piłkarzem. Ich kuzyni – Jeremy de Nooijer (Al-Shamal SC) i Mitchell de Nooijer (Huragan Morąg) – również grają w piłkę na profesjonalnym poziomie. Ojciec Bradleya (Gérard de Nooijer) jest asystentem trenera Sparty Rotterdam. Wuj Bradleya de Nooijera – Dennis de Nooijer – trenuje napastników w KSC Lokeren.